# 46e cérémonie des Saturn Awards
La 46e cérémonie des Saturn Awards, récompensant les films, séries télévisées et téléfilms sortis en 2019 et 2020 et les professionnels s'étant distingués cette année-là, s'est déroulée le 26 octobre 2021.

## Palmarès
Les lauréats apparaissent en gras

### Cinéma
| Meilleur film tiré d'un comics | Meilleur film de science-fiction |
| --- | --- |
| - Joker - Birds of Prey - Bloodshot - Les Nouveaux Mutants - The Old Guard | - Star Wars, épisode IX : L'Ascension de Skywalker - Ad Astra - Gemini Man - Lucy in the Sky - Tenet - Terminator: Dark Fate |
| Meilleur film fantastique | Meilleur film d'horreur |
| - Once Upon a Time… in Hollywood - Bill et Ted sauvent l'univers - Jumanji: Next Level - Le Roi lion - Maléfique : Le Pouvoir du mal - Sonic, le film - Sacrées Sorcières | - Invisible Man - Doctor Sleep - Freaky - Ça : Chapitre 2 - Midsommar - Wedding Nightmare - Scary Stories |
| Meilleur film d'action ou d'aventure | Meilleur thriller |
| - Mulan - 1917 - Bad Boys for Life - El Camino : Un film Breaking Bad - The Gentlemen - Fast and Furious: Hobbs and Shaw | - À couteaux tirés - Da 5 Bloods : Frères de sang - L'Art du mensonge - The Irishman - Mank - Uncut Gems |
| Meilleure réalisation | Meilleur scénario |
| - J. J. Abrams – Star Wars, épisode IX : L'Ascension de Skywalker - Niki Caro – Mulan - Mike Flanagan – Doctor Sleep - Christopher Nolan – Tenet - Gina Prince-Bythewood – The Old Guard - Quentin Tarantino – Once Upon a Time… in Hollywood - Leigh Whannell – Invisible Man | - Quentin Tarantino – Once Upon a Time… in Hollywood - J. J. Abrams et Chris Terrio – Star Wars, épisode IX : L'Ascension de Skywalker - Mike Flanagan – Doctor Sleep - Lauren Hynek, Rick Jaffa, Amanda Silver et Elizabeth Martin - Mulan - Bong Joon-ho et Han Jin-won – Parasite - Christopher Nolan – Tenet - Todd Phillips et Scott Silver – Joker |
| Meilleur acteur | Meilleure actrice |
| - John David Washington – Tenet - Daniel Craig – À couteaux tirés - Delroy Lindo – Da 5 Bloods : Frères de sang - Ewan McGregor – Doctor Sleep - Gary Oldman – Mank - Aaron Paul – El Camino : Un film Breaking Bad - Joaquin Phoenix – Joker                                  | - Elisabeth Moss – Invisible Man - Rebecca Ferguson – Doctor Sleep - Natalie Portman – Lucy in the Sky - Daisy Ridley – Star Wars, épisode IX : L'Ascension de Skywalker - Margot Robbie – Birds of Prey - Charlize Theron – The Old Guard - Liu Yifei – Mulan |
| Meilleur acteur dans un second rôle | Meilleure actrice dans un second rôle |
| - Bill Hader – Ça : Chapitre 2 - Adam Driver – Star Wars, épisode IX : L'Ascension de Skywalker - Chris Evans – À couteaux tirés - Ian McDiarmid – Star Wars, épisode IX : L'Ascension de Skywalker - Robert Pattinson – Tenet - Donnie Yen – Mulan                            | - Ana de Armas – À couteaux tirés - Zazie Beetz – Joker - Ellen Burstyn – Lucy in the Sky - Jamie Lee Curtis – À couteaux tirés - Linda Hamilton – Terminator: Dark Fate - Amanda Seyfried – Mank - Jurnee Smollett – Birds of Prey |
| Meilleur jeune acteur | Meilleure décors |
| - Kyliegh Curran – Doctor Sleep - Ella Jay Basco – Birds of Prey - Julia Butters – Once Upon a Time… in Hollywood - Roman Griffin Davis – Jojo Rabbit - Lexy Kolker – Freaks - JD McCrary – Le Roi lion                                                                        | - 'Barbara Ling – Once Upon a Time… in Hollywood - Rick Carter et Kevin Jenkins – Star Wars, épisode IX : L'Ascension de Skywalker - Nathan Crowley – Tenet - Mark Friedberg – Joker - Patrick Tatopoulos – Maléfique : Le Pouvoir du mal - Ra Vincent – Jojo Rabbit |
| Meilleur montage | Meilleure musique |
| - Bob Ducsay – À couteaux tirés - Maryann Brandon et Stefan Grube – Star Wars, épisode IX : L'Ascension de Skywalker - Mike Flanagan – Doctor Sleep - Jennifer Lame – Tenet - Fred Raskin – Once Upon a Time… in Hollywood - Jinmo Yang - Parasite                             | - John Williams – Star Wars, épisode IX : L'Ascension de Skywalker - Ludwig Göransson – Tenet - Nathan Johnson – À couteaux tirés - Jaeil Jung – Parasite - Thomas Newman – 1917 - Trent Reznor et Atticus Ross – Mank |
| Meilleurs costumes | Meilleur maquillage |
| - Bina Daigeler – Mulan - Erin Benach – Birds of Prey - Michael Kaplan – Star Wars, épisode IX : L'Ascension de Skywalker - Arianne Phillips – Once Upon a Time… in Hollywood - Mayes C. Rubeo – Jojo Rabbit - Albert Wolsky – Ad Astra                                        | - Amanda Knight et Neal Scanlan – Star Wars, épisode IX : L'Ascension de Skywalker - Bianca Appice, Bill Corso, Stephen Kelly, Dennis Liddiard et Kevin Yagher – Bill & Ted Face the Music - Norman Cabrera, Mike Elizalde et Mike Hill – Scary Stories to Tell in the Dark - Iantha Goldberg, Sean Sansom et Shane Zander – Ça : Chapitre 2 - Robert Kurtzman et Bernadette Mazur – Doctor Sleep - Arjen Tuiten et David White – Maléfique : Le Pouvoir du mal |
| Meilleurs effets visuels | Meilleur film indépendant |
| - Star Wars, épisode IX : L'Ascension de Skywalker - Terminator: Dark Fate - Ça : Chapitre 2 - Tenet - Le Roi lion - Ad Astra - Birds of Prey | - Encounter - The Aeronauts - Angel of Mine - Color Out of Space - Palm Springs - Possessor |
| Meilleur film international | Meilleur film d'animation |
| - Parasite - Jojo Rabbit - The Nightingale - Official Secrets - Sputnik - Espèce inconnue - Les Siffleurs | - En avant - Abominable - La Famille Addams - La Reine des neiges 2 - Les Incognitos - Les Trolls 2 : Tournée mondiale |

### Télévision
| Meilleure série de super-héros | Meilleure série de science fiction |
| --- | --- |
| - The Boys - Batwoman - Stargirl - Flash - Supergirl - Umbrella Academy - Watchmen | - Star Trek: Discovery - Doctor Who - Perdus dans l'espace - Pandora - Raised by Wolves - Star Trek: Picard - Westworld |
| Meilleure série fantastique | Meilleure série d'horreur |
| - For All Mankind - Dark Crystal : Le Temps de la résistance - Locke and Key - The Magicians - Outlander - The Twilight Zone : La Quatrième Dimension - The Witcher                                                        | - The Walking Dead - Creepshow - Evil - Fear the Walking Dead - Lovecraft Country - Servant - What We Do in the Shadows |
| Meilleure série d'action ou thriller | Meilleure série animée |
| - Better Call Saul - Castle Rock - Jack Ryan - The Outpost - Pennyworth - Snowpiercer | - Star Wars: The Clone Wars - BoJack Horseman - Les Griffin - Primal - Rick et Morty - Les Simpson |
| Meilleur acteur de télévision | Meilleure actrice de télévision |
| - Patrick Stewart - Star Trek: Picard - Henry Cavill - The Witcher - Mike Colter - Evil - Grant Gustin – The Flash - Sam Heughan – Outlander - Jonathan Majors – Lovecraft Country - Bob Odenkirk - Better Call Saul       | - Caitriona Balfe – Outlander - Regina King – Watchmen - Sonequa Martin-Green - Star Trek: Discovery - Thandiwe Newton – Westworld - Candice Patton - Flash - Rhea Seehorn - Better Call Saul                                                                             |
| Meilleur acteur de télévision dans un second rôle | Meilleure actrice de télévision dans un second rôle |
| - Doug Jones - Star Trek: Discovery - Jonathan Banks - Better Call Saul - Tony Dalton – Better Call Saul - Michael Emerson - Evil - Richard Rankin - Outlander - Norman Reedus - The Walking Dead - Luke Wilson - Stargirl | - Danielle Panabaker – The Flash - Natasia Demetriou - What We Do in the Shadows - Cynthia Erivo - The Outsider - Melissa McBride – The Walking Dead - Colby Minifie – The Walking Dead - Sophie Skelton - Outlander - Tessa Thompson - Westworld                         |
| Meilleur jeune acteur de télévision | Meilleur artiste invité |
| - Brec Bassinger - Stargirl - Freya Allan – The Witcher - Isa Briones - Star Trek: Picard - Maxwell Jenkins - Lost in Space - Madison Lintz – Harry Bosch - Cassady McClincy – The Walking Dead - Erin Moriarty - The Boys | - Jon Cryer - Supergirl - Giancarlo Esposito The Mandalorian - Mark Hamill - What We Do in the Shadows - Jeffrey Dean Morgan – The Walking Dead - Kate Mulgrew - Mr. Mercedes - Billy Porter - The Twilight Zone : La Quatrième Dimension - Jeri Ryan - Star Trek: Picard |